# Municipio de Spencer Brook
El municipio de Spencer Brook (en inglés: Spencer Brook Township) es un municipio ubicado en el condado de Isanti en el estado estadounidense de Minnesota. En el año 2010 tenía una población de 1589 habitantes y una densidad poblacional de 17,34 personas por km².

## Geografía
El municipio de Spencer Brook se encuentra ubicado en las coordenadas 45°30′39″N 93°26′59″O / 45.51083, -93.44972. Según la Oficina del Censo de los Estados Unidos, el municipio tiene una superficie total de 91.65 km², de la cual 87,3 km² corresponden a tierra firme y (4,75 %) 4,35 km² es agua.

## Demografía
Según el censo de 2010, había 1589 personas residiendo en el municipio de Spencer Brook. La densidad de población era de 17,34 hab./km². De los 1589 habitantes, el municipio de Spencer Brook estaba compuesto por el 94,97 % blancos, el 1,45 % eran afroamericanos, el 0,38 % eran amerindios, el 1,01 % eran asiáticos, el 0,44 % eran de otras razas y el 1,76 % eran de una mezcla de razas. Del total de la población el 0,69 % eran hispanos o latinos de cualquier raza.